# 岩倉尚具
岩倉 尚具（いわくら なおとも）は、江戸時代中期の廷臣。官位は正五位下左兵衛佐（死後、従四位追贈）。号は現水院。

## 経歴
岩倉家の家督を継ぎ、宝暦5年（1755年）に正五位下、翌宝暦6年（1756年）に左兵衛佐に叙爵。養父・恒具と共に竹内式部に神道・儒学を学んでおり、宝暦8年（1758年）の宝暦事件の際に連座して処罰された。宝暦10年（1760年）に許されたが、すぐに弟・広雅を養子として家督を譲り隠居・出家した。墓所は京都市北区霊源寺。
明治24年（1891年）、従四位を追贈された。

## 系譜
- 父：植松賞雅[3]
- 母：不詳
- 養父：岩倉恒具
- 妻：無
  - 養子：岩倉広雅（実弟）